# دفتر مرگ
دفتر مرگ (به ژاپنی: デスノート Desu Nōto، به انگلیسی: Death Note) نام یک مجموعه مانگا ژاپنی است از تسوگومی اوبا (نویسنده) و تاکه‌شی اوباتا (طراح) که از روی آن یک مجموعه تلویزیونی انیمه هم ساخته شده‌است. دفتر مرگ برای اولین بار از دسامبر ۲۰۰۳ تا مه ۲۰۰۶ در مجلهٔ هفته‌نامه شونن جامپ انتشارات شوئیشا به چاپ می‌رسید، و فصل‌های آن در ۱۲ جلد تانکوبون جمع‌آوری شده‌اند. این مانگا با فروش بیش از ۲۶٫۵ میلیون نسخه، یکی از مجموعه مانگاهای پرفروش هفته‌نامه شونن جامپ محسوب می‌شود.

## داستان
لایت یاگامی، پسر جوانی که از ظلم و فساد بیزار است، تصادفاً دفتری پیدا می‌کند که رویش نوشته‌شده DEATH NOTE (دفتر مرگ). در صفحهٔ اول دفتر توضیح داده شده که اگر نام شخصی در دفتر نوشته شود آن شخص پس از ۴۰ ثانیه بر اثر حمله قلبی خواهد مرد. لایت در صدد استفاده از دفتر بر می‌آید و شروع به کشتار مجرمین می‌کند، ولی پلیس به مرگ پی در پی مجرمین مشکوک می‌شود و تصمیم می‌گیرد قاتل را پیدا کند.
در همین حین ال که کاراگاهی بسیار باهوش بود تصمیم می‌گیرد که کیرا (لایت) را پیدا کند، اما لایت بخاطر زیرکی و نفوذیی که در سیستم پدرش ایجاد کرده بود توانست نقشه‌های ال را نقشه بر آب کند. اما بالاخره ال به او مشکوک می‌شود و او را بسیار تحت فشار قرار می‌دهید به عنوان مثال: در اتاقش تعداد بسیار زیادی دوربین وصل می‌کند یا با او در مدرسه دیدار می‌کند در این حین لایت تصمیم می‌گیرد به او بپیوندد تا به ال ثابت کند که او کیرا نیست.
پس از مدتی کوتاه سرو کلهٔ یک کیرای دوم (به نام میسا آمانه) پیدا می‌شود این دختر با وجود کم هوشی‌اش توانست لایت را مجبور کند تا با او همکاری کند بعد از اون لایت نقشه می‌کشد که با زندانی کردن خود و آمانه و دادن دفترچه به شخصی دیگر خود را از کیرا بودن تبرئه کند و موفق هم می‌شود اما ال همچنان به او مشکوک بود و لایت را با دست بند به خودش چسباند. شخصی که دفترچه را داشت خیلی زود بدست ال و لایت دستگیر شد و راز دفترچه و شینیگامی‌ها برای لایت و همکارانش لو رفت. لایت که حافظهٔ خود را بدست آورد با نقشه‌ای زیرکانه و ناجوانمردانه از رم سوءاستفاده می‌کند و ال و رم را می‌کشد و بر دنیا حاکمیت می‌کند.
اما پس از مدتی دو شخصیت ملو و ان (جانشین‌های ال) به داستان وارد می‌شوند و با همکاری و فداکاریه میلو، ان موفق به دستگیریه کیرا (لایت) می‌شود اما لایت با زخم شدیدی فرار می‌کند و توسط ریوک کشته می‌شود.

### شخصیت‌های اصلی

#### لایت یاگامی
لایت؛ شخصیت اصلی دفتر مرگ، یک پسر بسیار باهوشی است که در حدود ۱۷ سال سن دارد و در مغز خود مقداری کبالت و منیزیوم دارد. هنگامی که دفتر مرگ توسط ریوک (یکی از شیاطین مرگ)، در دنیای انسان‌ها انداخته شد، لایت اولین کسی بود که به‌طور اتفاقی با این دفترچه رو به رو شده و پی به راز آن می‌برد و شروع به کشتن خلاف کارها می‌کند. در این حال مردم به او لقب کیرا (قاتل) می‌دهند، در این حال لایت (کیرا) برای پاک کردن پلیدی از دنیا و ساختن آرمانشهر و حکم‌رانی بر دنیای جدید، دست به کشتن انسان‌های فاسد می‌زند و او خودش را عدالت خطاب می‌نماید.
لایت که می‌دانست ال کارگاه زبردستی است برای اینکه بتواند او را از معرکه خارج کند توسط پدرش که سمت رئیس پلیسی ژاپن را به عهده داشت به ال می‌پیوندد و به او در پیدا کردن و دستگیری کیرا کمک می‌کند، اما سرانجام لایت با نقشه‌ای از پیش تعریف شده توانست ال را به قتل برساند غافل از اینکه شخصیت دیگری در داستان وجود دارد که به بعد از مرگ ال، با عنوان ان (نیئر) در ادامه داستان رونمایی می‌شود و ادامه کار ال را به عهده می‌گیرد و بالاخره دست لایت را برای همه رو می‌کند

#### ال (L)
ال؛ برترین کاراگاه جهان می‌باشد، تصمیم دارد که کیرا را ردیابی و دستگیر کند. او فردی شلخته است و خود را در پشت ماسک اسم L قرار داده‌است. L در نوع نشستن و لباس پوشیدن، غذا خوردن و… با بقیه شخصیت‌ها فرق دارد.
ال می‌دانست که لایت کیرا است ولی نمی‌توانست بقیه را به این امر قانع کند و سپس لایت به وسیلهٔ رِم که شینیگامی میسا بوده او را به قتل می‌رساند.

#### آمانه میسا
دختری که بی‌اندازه به کیرا وابسته است، میسا یک مدل معروف در ژاپن است و علاقه دارد با توجه به کارش لباس‌هایی در مدل‌های مختلف بپوشد. لایت؛ فقط به او به دید یک کمک‌کننده برای اهدافش نگاه می‌کند، چرا که دفتر مرگ وی و چشمان شینیگامی‌اش می‌تواند کمک شایانی باشد. قاتل پدر و مادر میسا توسط کیرا مجازات شده و میسا به این دلیل بسیار به کیرا علاقه‌مند است.
او ملقب به کیرای دوم است.

#### ریوک
شینیگامی که به علت خسته شدن از یکنواختی دنیای شینیگامی دفترچهٔ یکی دیگر از شینیگامی‌ها را برای سرگرمی به دنیای انسان‌ها می‌اندازد (دفترچه‌ای که به دست یاگامی لایت می‌افتد) ریوک بدون جانب داری از هیچ طرف و صرفاً به عنوان تماشاچی به قضیه نگاه می‌کند و تا حد ممکن از کمک به لایت پرهیز می‌کند، ولی در مواردی لایت با استفاده از سیب که خوراکی مورد علاقه او می‌باشد، ریوک را مجبور به انجام بعضی کارها می‌کند.

#### رم
شینیگامی که به زمین آمد و دفتر چهٔ خودش را به میسا داد. رم هم مانند ریوک یک دفترچه دارد (دفترچه دوم در واقع متعلق به شینیگامی به نام جلیوس بود که به خاطر اینکه عاشق میسا می‌شود و جان او را نجات می‌دهد کشته می‌شود) پس رم دفترچه را متعلق به میسا می‌داند و شینیگامی میسا می‌شود، سپس به دلیل نوشتن اسم واتاری (یکی از همکاران ال) و ال(L) در دفترچه‌اش به خاطر نجات جان میسا (طبق نقشه یاگامی لایت) کشته می‌شود.

#### N (نیئر)
دوست دوران کودکی ال که شش سال پس از مرگ ال به دستگیری کیرا اقدام می‌کند.

### قوانین
ریوک (یک شینیگامی) در دفتر چند قانون مربوط به طرز استفاده از آن را به زبان انگلیسی نوشته، چون معتقد است که انگلیسی پر سخنگوترین زبان بشری است و هر که دفتر را پیدا کند، روش استفاده از آن را یاد خواهد گرفت.
- انسانی که نامشان در این دفترچه نوشته شده‌است قطعاً می‌میرند.
- این دفترچه هیچی تأثیر ندارد مگر آنکه نویسنده چهره فرد مورد نظر را در ذهنش تصور کند؛ بنابراین اشخاصی که اسم یکسان با هدف را داشته باشند تحت تأثیر قرار نمی‌گیرند.
- اگر علت مرگ قبل ۴۰ ثانیه پس از نوشتن اسم طرف در دفترچه نوشته شود، آن شخص بر اثر آن دلیل می‌میرد.
- اگر علت مرگ نوشته نشود آن شخص براحتی بر اثر یک حمله قلبی خواهد مرد
- پس از نوشتن علت مرگ، جزئیات مرگ باید در عرض ۶ دقیقه و ۴۰ ثانیه (معادل ۴۰۰ ثانیه) نوشته شود.

## انیمه

نمایی از قسمت هفتم انیمه

بر اساس مانگای دفتر مرگ، یک مجموعه تلویزیونی انیمه‌ای ۳۷ قسمتی به کارگردانی تِتسورو آراکی توسط استودیو مدهاوس تولید شد که از ۴ اکتبر ۲۰۰۶ تا ۲۶ ژوئن ۲۰۰۷ در شبکهٔ نیپون تلویژن پخش شد.

### موسیقی انیمه

#### ترانه‌های شروع
- "the WORLD" از گروه Nightmare (قسمت ۱–۱۹)
- ‎"What's up, people?!"‎ از گروه Maximum the Hormone (قسمت ۲۰–۳۷)

#### ترانه‌های پایان
- "Alumina" ‏(アルミナ, Arumina)‏ از گروه Nightmare (قسمت ۱–۱۹، قسمت ویژه)
- "Zetsubō Billy" ‏(絶望ビリー, Zetsubō Birī)‏ از گروه Maximum the Hormone (قسمت ۲۰–۳۶)
- "Coda ~ Death Note" از یوشیهیسا هیرانو (قسمت ۳۷)

## جایزه‌ها
انیمهٔ دفتر مرگ در ششمین مراسم Tokyo Anime Awards در سال ۲۰۰۷ در کنار کد گیاس و رؤیاهای هاروهی سوزومیا برندهٔ جایزهٔ بهترین مجموعهٔ تلویزیونی شد. همچنین در نمایشگاه کتاب فرانکفورت در سال ۲۰۰۷ مجموعه مانگای دفتر مرگ برندهٔ جایزهٔ زوندرمان (Sondermann) در بخش بهترین مانگای بین‌المللی شد؛ این جایزه به محبوب‌ترین اثرها از نگاه مردم اهدا می‌شود.

## فیلم‌ها
فیلم‌هایی که براساس مانگا ساخته شده‌اند:
از سال ۲۰۰۶ تا ۲۰۱۶ سری فیلمی به نام یادداشت مرگ ساخته شد که شامل چهار قسمت است:
فیلم یادداشت مرگ محصول سال ۲۰۰۶ به کارگردانی شوسوکه کانکو
فیلم Death Note 2: The Last Name محصول سال ۲۰۰۶ به کارگردانی شوسوکه کانکو که ادامه و به نوعی قسمت دوم فیلم یادداشت مرگ
فیلم L: Change the World محصول سال ۲۰۰۸ به کارگردانی هیدئو ناکاتا که دنباله فرعی مجموعه می‌باشد و ادامه فیلم Death Note 2: The Last Name
فیلم Death Note: Light Up the New World محصول سال ۲۰۱۶ به کارگردانی Shinsuke Sato که ادامه فیلم یادداشت مرگ و فیلم L: Change the World .
فیلم دفتر مرگ محصول سال ۲۰۱۷ به کارگردانی آدام وینگارد

## سریال‌ها
سریال دفتر مرگ محصول سال ۲۰۱۵ به کارگردانی ریوئیچی اینوماتا، ریو نیشیمورا و ماری ایواساکی
سریال Death Note: New Generation محصول سال ۲۰۱۶ به کارگردانی Shinsuke Sato
سریال
دفتر مرگ آینده به کارگردانی برادران دافر نتفلیکس